# زكريا موسوي
زكريا موسوي (بالفرنسية: Zacarias Moussaoui) (ولد في 30 مايو 1968)، مواطن فرنسي أقر بأنه مذنب في محكمة اتحادية بالتآمر لقتل مواطنين من الولايات المتحدة كجزء من هجمات 11 سبتمبر أيلول، وهو يقضي حكماً بالسجن مدى الحياة دون إمكانية الإفراج المشروط في سجن سوبرماكس في فلورنسا الاتحادية، كولورادو، الولايات المتحدة الأمريكية. تم القبض عليه قبل احداث 11 سبتمبر بأسابيع قليلة.